# Belitsa (ås)
Belitsa (bulgariska: Белица) är en ås i Bulgarien.   Den ligger i regionen Sofijska oblast, i den västra delen av landet, 50 kilometer öster om huvudstaden Sofia.
I omgivningarna runt Belitsa växer i huvudsak lövfällande lövskog. Runt Belitsa är det ganska glesbefolkat, med 35 invånare per kvadratkilometer.